# Commission des Affaires économiques, de l'environnement et du territoire
Histoire
Cadre
La commission des Affaires économiques, de l'environnement et du territoire est une ancienne commission permanente de l'Assemblée nationale française, succédant à la commission de la Production et des Échanges le 8 octobre 2002.
Elle est scindée le 1er juillet 2009 en deux commissions distinctes : la commission des Affaires économiques et la commission du Développement durable et de l'Aménagement du territoire.

## Organisation

### Compétences
Les compétences de la commission fixées par l'article 36, alinéa 5, du Règlement sont les suivantes : 
- Agriculture et pêche
- Énergie et industries
- Recherche technique
- Consommation
- Commerce intérieur et extérieur, douanes
- Moyens de communication
- Tourisme
- Aménagement du territoire et urbanisme, équipement et travaux publics, logement et construction
- Environnement